# 王正行
王 正行（おう せいこう、ワン・ジェンシン、英語: Wang Zhengxing、2002年2月21日 - ）は、中華人民共和国の男子バドミントン選手。

## 経歴
2023年に開催された2021年ユニバーシアードでは、男子シングルスの決勝でパニチャフォン・ティーララサクルを破るなどして優勝した。
2024年の瑞昌マスターズでは、決勝で同胞の劉亮を破って優勝した。BWFワールドツアー初タイトルとなった。